# Léflunomide
Le léflunomide est un médicament immunosuppresseur.

## Mode d'action
Il s'agit d'un médicament antirhumatismal modificateur de la maladie et d'un immunosuppresseur ,. Il agit en bloquant la dihydroorotate déshydrogénase qui diminue les lymphocytes .

## Usage médical
Le léflunomide est un médicament utilisé pour traiter la polyarthrite rhumatoïde et l'arthrite psoriasique et pour prévenir le rejet après une transplantation d'organe ,. Il est pris par voie orale. Le début est généralement dans les 6 semaines.

## Effets secondaires
Les effets secondaires courants sont la diarrhée, l'inflammation du foie, la perte de cheveux et les éruptions cutanées, d'autres effets secondaires peuvent être des infections, un faible taux de plaquettes, un faible taux de globules blancs et des cancers.. L'utilisation pendant la grossesse peut nuire au fœtus.

## Histoire
Le léflunomide a été approuvé pour un usage médical aux États-Unis en 1998 et en Europe en 1999,. Il est disponible en tant que médicament générique. Au Royaume-Uni, cela coûte au NHS environ 5 livres sterling à partir de 2021. Aux États-Unis, ce montant coûte environ 100 USD,.